# Oenanthe (zoologia)
Oenanthe Vieillot, 1816 è un genere di uccelli passeriformi della famiglia dei Muscicapidi.

## Tassonomia
Il genere comprende le seguenti specie:
- Oenanthe oenanthe (Linnaeus, 1758) - culbianco comune
- Oenanthe pileata (J.F.Gmelin, 1789) - monachella pileata
- Oenanthe bottae (Bonaparte, 1854) - monachella pettorosso
- Oenanthe heuglini (Finsch & Hartlaub, 1870) - monachella di Heuglin
- Oenanthe isabellina (Temminck, 1829) - culbianco isabellino
- Oenanthe monacha (Temminck, 1825) - monachella dal cappuccio
- Oenanthe deserti (Temminck, 1825) - monachella del deserto
- Oenanthe hispanica (Linnaeus, 1758) - monachella comune
- Oenanthe cypriaca (Homeyer, 1884) - monachella di Cipro
- Oenanthe pleschanka (Lepechin, 1770) - monachella dorsonero
- Oenanthe albifrons (Rüppell, 1837) - sassicola nera frontebianca
- Oenanthe phillipsi (Shelley, 1885) - monachella della Somalia
- Oenanthe moesta (Lichtenstein, 1823) - monachella testagrigia
- Oenanthe melanura (Temminck, 1824) - sassicola codanera
- Oenanthe familiaris (Wilkes, 1817) - sassicola familiare
- Oenanthe scotocerca (Heuglin, 1869) - sassicola codabruna
- Oenanthe dubia (Blundell & Lovat, 1899) - sassicola modesta
- Oenanthe fusca (Blyth, 1851) - sassicola bruna
- Oenanthe picata (Blyth, 1847) - monachella variabile
- Oenanthe leucura (J.F.Gmelin, 1789) - monachella nera
- Oenanthe lugubris (Rüppell, 1837) - monachella d'Arabia
- Oenanthe leucopyga (C.L.Brehm, 1855) - monachella testabianca
- Oenanthe albonigra (Hume, 1872) - monachella di Hume
- Oenanthe finschii (Heuglin, 1869) - monachella di Finsch
- Oenanthe lugens (Lichtenstein, 1823) - monachella lamentosa
- Oenanthe lugentoides (Seebohm, 1881) - monachella dell'Arabia
- Oenanthe xanthoprymna (Hemprich ed Ehrenberg, 1833) - monachella codarossa
- Oenanthe chrysopygia (de Filippi, 1863) - monachella gropparossa